# Stuart MacBride
Stuart MacBride (Dumbarton, 27 febbraio 1969) è uno scrittore britannico, famoso per i suoi thriller ambientati nella cittadina scozzese di Aberdeen e con protagonista il prima sergente e poi ispettore Logan McRae.

## Biografia
Stuart MacBride è nato il 27 febbraio 1969 a Dumbarton in Scozia e cresciuto ad Aberdeen. Ha studiato architettura all'Università a Edimburgo. Ha fatto vari lavori, tra cui l'addetto alle pulizie e lo sviluppatore di applicazioni per l'industria, prima di intraprendere la carriera di scrittore. MacBride ha affermato che il genere che preferisce scrivere è quello fantascientifico; nonostante ciò è diventato famoso con dei romanzi gialli. Infatti proprio grazie alla serie del sergente Logan McRae ha ottenuto un buon contratto editoriale. Inizialmente questo accordo prevedeva la pubblicazione di tre libri riguardanti il sergente Logan; successivamente, vista la popolarità della serie, il contratto è stato più volte esteso. Vive nel nord-est della Scozia con la moglie, Fiona.

## Opere

### Serie con il sergente Logan McRae
Tutti questi romanzi sono stati pubblicati dalla casa editrice Newton Compton. Se non indicato diversamente, la data si riferisce alla pubblicazione nei Paesi anglosassoni.
- Il collezionista di bambini (Cold Granite, 2005)
- Il cacciatore di ossa (Dying Light, 2006)
- La porta dell'inferno (Broken Skin, pubblicato in America come "Bloodshot", 2007)
- La casa delle anime morte (Flesh House, 2008)
- Il collezionista di occhi (Blind Eye, 2009)
- Sangue nero (Dark Blood, 2010, in Italia pubblicato il 31 marzo 2011)
- La stanza delle torture (Shatter the Bones, 2011, in Italia pubblicato nel marzo 2012)
- Vicino al cadavere (Close to the Bone, 2013, in Italia pubblicato il 17 aprile 2014)
- Scomparso (The Missing and the Dead, 2015, in Italia pubblicato nel marzo 2016)
- Il cadavere nel bosco (In the Cold Dark Ground, 2016, in Italia pubblicato il 22 giugno 2017)
- Il ponte dei cadaveri (Now We Are Dead, 2017, in Italia pubblicato nel giugno 2018)
- Strade insanguinate (The Blood Road, 2018, in Italia pubblicato il 30 maggio 2019)
- Appuntamento con la morte (All That's Dead, 2019, in Italia pubblicato nel marzo 2020)

### Serie con Ash Henderson
Tutti questi romanzi sono stati pubblicati dalla casa editrice Newton Compton. Se non indicato diversamente, la data si riferisce alla pubblicazione nei Paesi anglosassoni.
- Cartoline dall'inferno (Birthdays for the Dead, 2012). Pubblicato in Italia il 18 febbraio 2013.
- Omicidi quasi perfetti (A Song for the Dying, 2014). Pubblicato in Italia il 14 maggio 2015.
- Il giardino dei delitti (The Coffinmaker’s Garden, 2021) Pubblicato in Italia il 01 luglio 2021.

## Altri romanzi
La data di uscita si riferisce alla pubblicazione inglese.
- Messaggeri di morte (Halfhead, 2009). Pubblicato in Italia il 18 luglio 2012 da Leone
- La teoria dell'assassino (No Less the Devil, 2022). Pubblicato in Italia il 28 aprile 2022.
- The Dead of Winter (Il cadavere sotto la neve). Pubblicato in Italia in estate 2023.

Ancora inediti in Italia.
- 2017 - A Dark So Deadly

- 2008 - Sawbones
- 2011 - Twelve Days of Winter (E-Book; released in print in 2012)

## Protagonisti (romanzi con Logan McRae)
- Il sergente Logan McRae: il personaggio principale nei libri di Stuart MacBride. Un sergente di polizia che lavora ad Aberdeen. La serie inizia con lui che torna da un anno di assenza per malattia dopo essere stato ferito con 23 coltellate allo stomaco da Angus Robertson, "The Monster Mastrick". È visto dai suoi colleghi come un poliziotto molto capace e utile della squadra; è fedele e disponibile verso chi lo rispetta.
- L'agente della scientifica Samantha: È la principale responsabile della polizia scientifica di Aberdeen. Molto preparata, viene chiamata "Sam"; ama avere un "look dark", in particolare ha tanti tatuaggi, e la stessa roulotte in cui abita è arredata secondo gusti dark. Quando Logan e Jackie si lasciano, Logan avrà una relazione con lei. Successivamente, in seguito ad un pericoloso e difficile tentativo di fuga dall'appartamento di Logan in fiamme finito male, Samantha finirà in coma in ospedale e poi ricoverata in una Casa di cura specializzata nell'assistenza di persone in stato vegetativo.
- Isobel MacAlister: ex-fidanzata di Logan, medico legale e compagna di Colin Miller, da cui avrà il suo primo figlio.
- Colin Miller: giornalista di Glasgow, amico e "informatore" di Logan. Miller è fidanzato col medico legale Isobel MacAlister da cui avrà il suo primo figlio. Anche l'amicizia fra lui ed il sergente avrà momenti di difficoltà, fortunatamente poi risolti.
- Commissario/Ispettrice Steel: assidua fumatrice di sigarette, diventa "capo" di Logan quando quest'ultimo viene inviato al suo team, dopo aver causato il ferimento e poi la morte in ospedale di un agente in un troppo avventato e mal pianificato blitz. Lesbica "dichiarata" con un talento per i commenti inappropriati, è responsabile del team di ufficiali che sono stati messi insieme grazie alla loro incapacità di risolvere anche il più semplice dei casi. La Steel è sposata con Susan da cui avrà con l'aiuto di Logan due figli. L'ispettrice, ne "Il collezionista di occhi", afferma di avere 43 anni.
- Il detective Constable Simon Rennie: Rennie è stato assegnato alla squadra della Steel in quanto troppo "vivace". Nonostante ciò, dimostra ottime e preziose qualità che lo rendono spesso utile al team. È molto bravo nell'uso di armi da fuoco.
- Il commissario capo Finnie: nei primi libri, in quanto vittima di una brutta aggressione, viene solo menzionato. Invece in Scomparso è "attivo" e risulta essere, almeno inizialmente, uno dei "peggiori" fra capi e superiori di Logan, poi col tempo i due andranno d'accordo e si rispetteranno reciprocamente.